# Stanislav Baudry
Stanislav Baudry (Vieillevigne, 3 de dezembro de 1777 — Paris, 13 de março de 1830) foi um empresário francês, pioneiro no transporte coletivo.

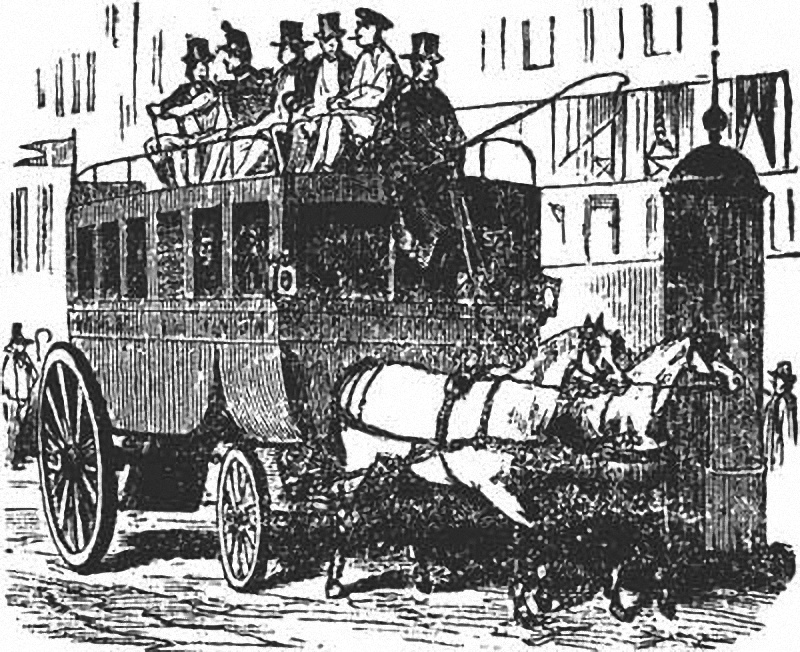
Ônibus parisiense

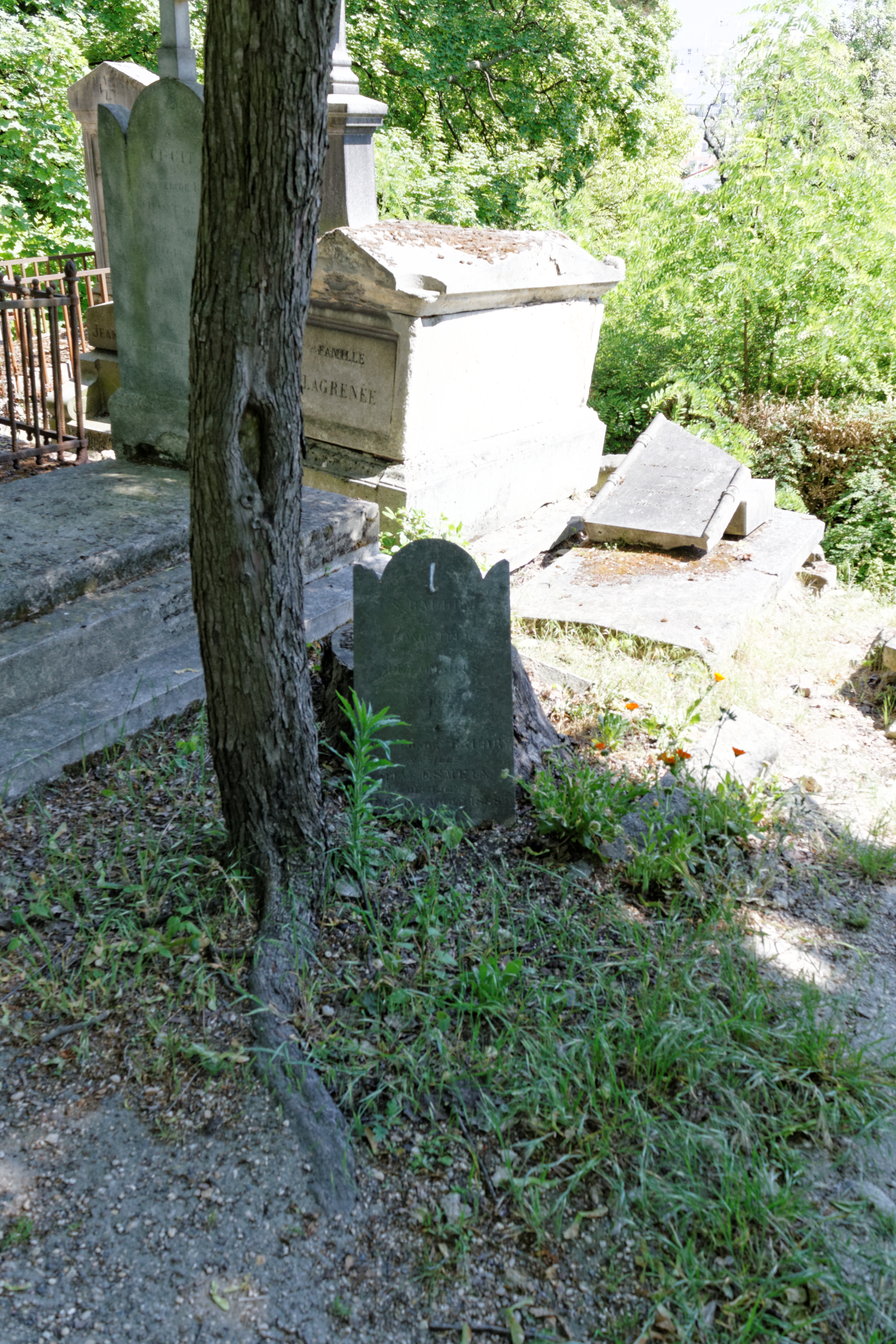
Sepultura de Baudry no Cemitério do Père-Lachaise

Em 1826, em Nantes, era proprietário de uma casa de banhos afastada da cidade, e seu negócio tinha poucos clientes, pois estes tinham algumas dificuldades para lá chegar. Solicitou então à municipalidade autorização para estabelecer um serviço de transporte em viaturas entre a cidade e o seu estabelecimento. Assim foi criado o primeiro serviço de transporte coletivo urbano.